# C.O.R.E.
A C.O.R.E foi uma empresa canadense de animação e efeitos visuais digitais fundada por William Shatner,Bob Munroe,John Mariella e Kyle Menzies em 1994, extinta em 2010 por dificuldades financeiras. Dedicava-se à animação 3D de personagens, composição digital, supervisão de set, design de personagens e efeitos, animação em flash, entre outras. Tinha a sua sede em Toronto, Canadá.
Entre os trabalhos mais notáveis em que participaram estão Selvagem e Valiant para a Disney; The Ant Bully para a Warner Bros.; e Splice.